# Centre sportif Vavá Duarte
Le centre sportif Vava Duarte  (en portugais : Gimno desportivo Vavá Duarte) est situé dans le quartier Chã d'Areia de Praia au Cap-Vert.

## Description
Situé au sud du plateau du centre-ville dans la subdivision de Gamboa (ou Chã das Areias) situé sur l'Avenida de Cuba, une route reliant le sud de la ville et le nord et le sud-ouest de l'île, le centre sportif est actuellement utilisé pour les matchs de basket-ball, de volley-ball et de futsal.
L'entrée se trouve du côté sud du stade et est à 5 mètres du niveau de la mer. Le stade abrite les meilleurs clubs de basket-ball du Cap-Vert, notamment ABC, Black Panthers, Desportivo da Praia, Lapaloma et Seven Stars.
D'autres équipes basées dans un autre quartier dont l’ADESBA (en) située dans le quartier voisin de Craveiro Lopes à quelques centaines de mètres au nord jouent aussi dans l'arène, Delta, Achadinha et Unidos do Norte jouent également dans l'arène.
L'arène est visible depuis les collines des environs, notamment Achada Santo António et surtout le Plateau.
Les bâtiments à proximité sont le stade de Várzea au nord ainsi que le musée archéologique, la plage de Gamboa à l'est, l’assemblée nationale au nord-ouest et au sud-ouest se trouve la tour BCA.

## Utilisations
Les sièges des fédérations capverdiennes de basket-ball, de volley-ball, de futsal et d'athlétisme se trouvent dans la partie adjacente au terrain de basket-ball - volley-ball - futsal.
L'arène est gérée par l'Association régionale de basket-ball de Santiago Sud (ARBS, Associação Regional do Basquete(bol) de Santiago Sul) pour le basket-ball, l'Association régionale de volley-ball de Santiago Sud (ARVSS, Associação Regional de Volei de Santiago Sul) pour le volley-ball et probablement la Association régionale de futsal de Santiago pour le futsal (ARFtS, Associação Regional de Futsal de Santiago).
Ces associations ont également leur siège dans l'arène et aux alentours.